# Габриэль (певица)
Луи́за Габриэ́ль Бобб (англ. Louisa Gabrielle Bobb; род. 19 июля 1969, Хакни, Большой Лондон), более известная как Габриэ́ль — британская певица.

## Биография
Луиза Габриэль Бобб родилась 19 июля 1969 года в Лондоне.
Окончила среднюю школу Samuel Pepys в Брокли на юго-востоке Лондона.

### 1993—1998:Find Your WayиGabrielle
Дебютный сингл «Dreams» возглавил британский чарт в июне 1993 года и был на вершине чарта в течение трёх недель. Габриэль получила две награды BRIT Awards — в 1994 и 1997 годах. В этот период вышли её другие известные синглы — «Going Nowhere», «Give Me A Little More Time», «Walk On By», а также «If You Ever», записанный вместе с East 17.
Второй студийный альбом «Gabrielle» вышел в 1996 году. Сингл «Give Me A Little» занял 5-е место, а альбом достиг 11 места в британских чартах.

### 1999—2001:Rise
В 2000 году сингл Rise занял второе место в британских чартах, а одноимённый альбом удерживал первое место в течение трёх недель.

### 2001—2007:Dreams Can Come True, Greatest Hits Vol. 1иPlay To Win
Сборник Dreams Can Come True, Greatest Hits Vol. 1 стал в Великобритании четырежды платиновым и пятым самым продаваемым альбомом 2001 года. В 2004 году четвёртый студийный альбом Габриэль Play to Win достиг 10 места в чартах Великобритании, и было продано 9 млн копий.

### 2007 — наст. время
В 2007 году Габриэль выпустила новый сингл «Why», премьера которого состоялась 19 сентября во время розыгрыша национальной лотереи. 1 октября 2007 года вышел новый альбом Always, который достиг 11-ю позицию в британском чарте. В альбом вошла песня «Why», в записи которой принимал участие Пол Уэллер.
В феврале 2007 года Габриэль отправилась в британское турне в поддержку своего альбома. Её выступления получили положительные отзывы критиков. По поводу относительных неудач синглов «Why» и «Every Little Teardrop» Габриэль заявила, что «если людям не нравится эта песня, то я её переделаю, потому что я боец, а не лодырь».
В апреле 2008 года Габриэль выступила вместе с Аланис Мориссетт на музыкальном фестивале Zermatt Unplugged. Она также была хедлайнером парада Birmingham Pride в 2008 году. В мае 2008 года Габриэль стала лауреатом премии Ivor Novello Awards за лучший песенный сборник.
В апреле 2010 года было объявлено, что Габриэль начала работать над своим шестым студийным альбомом. В интервью Габриэль заявила, что надеется завершить запись к концу 2011 года и выпустить альбом в начале 2012 года.

## Дискография

### Студийные альбомы
- Find Your Way (1993)
- Gabrielle (1996)
- Rise (1999)
- Play to Win (2004)
- Always (2007)
- Under My Skin (2018)

### Сборники
- Rise Underground (2000)
- Dreams Can Come True, Greatest Hits Vol. 1 (2001)

### Синглы
| Год  | Сингл                                          | Наивысшая позиция в чарте | Наивысшая позиция в чарте | Наивысшая позиция в чарте | Наивысшая позиция в чарте | Наивысшая позиция в чарте | Наивысшая позиция в чарте | Наивысшая позиция в чарте | Наивысшая позиция в чарте | Наивысшая позиция в чарте | Наивысшая позиция в чарте | Сертификация | Альбом               |
| Год  | Сингл                                          | UK                        | AUS                       | AUT                       | FRA                       | GER                       | IRE                       | NL                        | NZ                        | SWE                       | SWI                       | Сертификация | Альбом               |
| ---- | ---------------------------------------------- | ------------------------- | ------------------------- | ------------------------- | ------------------------- | ------------------------- | ------------------------- | ------------------------- | ------------------------- | ------------------------- | ------------------------- | ------------ | -------------------- |
| 1993 | Dreams                                         | 1                         | 2                         | 10                        | 11                        | 14                        | 2                         | 7                         | 36                        | 5                         | 10                        | - UK: Gold   | Find Your Way        |
| 1993 | Going Nowhere                                  | 9                         | 77                        | —                         | —                         | 57                        | 18                        | 38                        | —                         | —                         | 22                        |              | Find Your Way        |
| 1993 | I Wish                                         | 26                        | —                         | —                         | —                         | —                         | —                         | —                         | —                         | —                         | —                         |              | Find Your Way        |
| 1994 | Because of You                                 | 24                        | —                         | —                         | —                         | —                         | —                         | —                         | —                         | —                         | —                         |              | Find Your Way        |
| 1996 | Give Me a Little More Time                     | 5                         | 70                        | —                         | —                         | —                         | 9                         | 36                        | 40                        | 35                        | —                         | - UK: Silver | Gabrielle            |
| 1996 | Forget About the World                         | 23                        | —                         | —                         | —                         | —                         | —                         | —                         | —                         | —                         | —                         |              | Gabrielle            |
| 1996 | If You Really Cared                            | 15                        | —                         | —                         | —                         | —                         | —                         | —                         | —                         | —                         | —                         |              | Gabrielle            |
| 1996 | If You Ever (вместе с East 17)                 | 2                         | —                         | —                         | 19                        | 31                        | 4                         | 38                        | —                         | 5                         | 20                        | - UK: Gold   | Gabrielle            |
| 1997 | Walk on By                                     | 7                         | —                         | —                         | —                         | —                         | —                         | 96                        | —                         | —                         | —                         |              | Gabrielle            |
| 1999 | Sunshine                                       | 9                         | —                         | —                         | —                         | —                         | —                         | 98                        | —                         | —                         | —                         |              | Rise                 |
| 2000 | Rise                                           | 1                         | 76                        | 5                         | 35                        | 16                        | 1                         | 14                        | 2                         | 24                        | 11                        | - UK: Gold   | Rise                 |
| 2000 | When a Woman                                   | 6                         | —                         | —                         | —                         | 65                        | 27                        | 59                        | —                         | —                         | 30                        |              | Rise                 |
| 2000 | Should I Stay                                  | 13                        | —                         | —                         | —                         | —                         | —                         | —                         | —                         | —                         |                           |              | Rise                 |
| 2001 | Out of Reach                                   | 4                         | 9                         | 52                        | —                         | 71                        | 3                         | 12                        | 2                         | 8                         | 8                         | - UK: Silver | Greatest Hits Vol. 1 |
| 2001 | Don’t Need the Sun to Shine (to Make Me Smile) | 9                         | 98                        | 68                        | —                         | 88                        | 17                        | 77                        | 13                        | —                         | 56                        |              | Greatest Hits Vol. 1 |
| 2004 | Stay the Same                                  | 20                        | —                         | —                         | —                         | —                         | 47                        | —                         | —                         | —                         | —                         |              | Play to Win          |
| 2004 | Ten Years Time                                 | 43                        | —                         | —                         | —                         | —                         | —                         | —                         | —                         | —                         | —                         |              | Play to Win          |
| 2007 | Why (совместно с Полом Уэллером)               | 42                        | —                         | —                         | —                         | —                         | —                         | —                         | —                         | —                         | —                         |              | Always               |
| 2007 | Every Little Teardrop                          | —                         | —                         | —                         | —                         | —                         | —                         | —                         | —                         | —                         | —                         |              | Always               |

## Награды
- BRIT Awards
  - 1994 — British Breakthrough Act
  - 1997 — Лучшая британская певица
- Music of Black Origin Awards
  - 1996 — Лучший сингл
  - 2000 — Лучший альбом
- Urban Music Awards
  - 2007 — Outstanding Achievement
- Ivor Novello Awards
  - 2008 — Outstanding Song Collection

## Общественная деятельность
На парламентских выборах в Великобритании 2001 года Габриэль публично поддержала Лейбористскую партию.
Габриэль поддерживает благотворительный фонд AADC Research Trust, занимающейся помощью детям, пострадавших от AADC.